# Psammophis ansorgii
Psammophis ansorgii är en ormart som beskrevs av Boulenger 1905. Psammophis ansorgii ingår i släktet Psammophis och familjen snokar. Inga underarter finns listade i Catalogue of Life.
Denna orm förekommer i Angola. Arten lever i bergstrakter mellan 1800 och 2300 meter över havet. Psammophis ansorgii vistas i gräsmarker men den besöker troligtvis buskskogar. Honor lägger ungefär nio ägg per tillfälle.
I regionen förekommer ibland bränder. Hela populationen anses vara stor. IUCN listar arten som livskraftig (LC).